# Piptostigma pilosum
Piptostigma pilosum Oliv. – gatunek rośliny z rodziny flaszowcowatych (Annonaceae Juss.). Występuje naturalnie w południowej Nigerii, Kamerunie oraz Gabonie. 

## Morfologia
PokrójZimozielone drzewo dorastające do 8 m wysokości. Młode pędy są owłosione.
LiścieMają podłużnie eliptyczny kształt. Mierzą 20–40 cm długości oraz 9–18 cm szerokości. Są lekko owłosione od spodu. Nasada liścia jest od zaokrąglonej do prawie sercowatej. Blaszka liściowa jest o spiczastym wierzchołku. Ogonek liściowy jest omszony i dorasta do 1–2 mm długości.
KwiatySą zebrane w grona lub wiechy, rozwijają się w kątach pędów lub bezpośrednio na pniach i gałęziach (kaulifloria). Mierzą 20–60 cm długości. Działki kielicha mają równowąsko lancetowaty kształt i dorastają do 6–10 mm długości. Płatki zewnętrzne mają równowąsko lancetowaty kształt i osiągają do 12–13 mm długości, natomiast wewnętrzne są różowe, owalnie lancetowate i mierzą 30–50 mm długości. Kwiaty mają 7–8 owłosionych owocolistków o podłużnym kształcie.
OwoceZebrane w owoc zbiorowy. Są omszone, siedzące. Osiągają 2,5–5 cm długości. Mają ciemnoczerwoną barwę.

## Biologia i ekologia
Rośnie w wilgotnych lasach.